# Песанья (мікрорегіон)

Песанья на карті штату Мінас-Жерайс

Песанья (порт. Microrregião de Peçanha) — мікрорегіон у Бразилії, входить до штату Мінас-Жерайс. Складова частина мезорегіону Валі-ду-Ріу-Досі. Населення становить 81 821 осіб на 2006 рік. Займає площу 4603,077 км². Густота населення — 17,8 ос./км².

## Склад мікрорегіону
До складу мікрорегіону включені такі муніципалітети:
1. Кантагалу
2. Фрей-Лагонегру
3. Жозе-Райдан
4. Песанья
5. Санта-Марія-ду-Суасуї
6. Сан-Жозе-ду-Жакурі
7. Сан-Педру-ду-Суасуї
8. Сан-Себастьян-ду-Мараньян
9. Агуа-Боа

| Бразилія | Це незавершена стаття з географії Бразилії. Ви можете допомогти проєкту, виправивши або дописавши її. |